# Dixie Chicken
Dixie Chicken es el tercer álbum de estudio de la banda estadounidense de rock Little Feat, publicado a finales de enero de 1973 por Warner Bros. Records. La portada del álbum fue diseñada por el ilustrador estadounidense Neon Park.

## Antecedentes
Dixie Chicken es considerado como su álbum emblemáticos con la canción que da nombre al álbum como su canción insignia que ayudó a definir aún más el sonido de Little Feat. La banda agregó dos miembros (el guitarrista Paul Barrere y el percusionista Sam Clayton) para hacer la formación más completa y familiar que continuó hasta su ruptura en 1979 tras la muerte de Lowell George. El bajista Kenny Gradney fue contratado para reemplazar al bajista original Roy Estrada, quien se había ido después del segundo álbum de la banda, Sailin' Shoes, para unirse a The Magic Band de Captain Beefheart. Esta nueva formación alteró radicalmente el sonido de la banda, inclinándose hacia el R&B de Nueva Orleans y la música funk.

## Recepción de la crítica
En All About Jazz, Sacha O'Grady considera que el álbum “encontró a Little Feat en un apogeo creativo, sacando una colección de canciones que son tan buenas, si no superiores, a todo lo que habían hecho antes, o que han lanzado desde entonces”, pero reconoce que, “por razones desconocidas para la civilización moderna, no logró llegar al público en general”. Ella finalizó su reseña escribiendo: “Dixie Chicken es un disco impecable de principio a fin. Sigue siendo un misterio por qué nunca se le ha dado el tratamiento de CD de lujo que tanto merece. Bueno, supongo que tendremos que esperar otros cuarenta años”.
El personal de la revista Billboard lo llamó uno de los mejores álbumes de ese reciente año y elogiaron la escritura de Lowell George y su habilidad de producir material adecuado tanto para audiencias de AM y FM. Un escritor no especificado de la revista Cash Box comentó: “La música del interior demuestra una vez más que los Little Feat dejan firmes huellas sonoras a su paso, que son muchas. [...] Los elementos de Van Morrison son muy fuertes en el producto final; pero en general es una nueva definición del Delta soul la que el grupo nos ofrece aquí”.
Stephen Thomas Erlewine, escribiendo para AllMusic, le otorgó una calificación perfecta de 5 estrellas y describió Dixie Chicken como un álbum casi irresistible, lleno de excelentes composiciones, ritmos sensuales y actuaciones virtuosas que nunca son pretenciosas. Él añadió: “Little Feat, junto con muchas jam bands que siguieron, intentaron superar este álbum, pero nunca lograron hacer un disco tan discreto, atractivo y fino”.

## Lista de canciones
Todas las canciones escritas y compuestas por Lowell George, excepto donde esta anotado. 
Lado uno
1. «Dixie Chicken» (George, Fred Martin) – 3:56
2. «Two Trains» – 3:07
3. «Roll Um Easy» – 2:32
4. «On Your Way Down» (Allen Toussaint) – 5:35
5. «Kiss It Off» – 2:58

Lado dos
1. «Fool Yourself» (Fred Tackett) – 3:17
2. «Walkin' All Night» (Paul Barrère, Bill Payne) – 3:36
3. «Fat Man in the Bathtub» – 4:32
4. «Juliette» – 3:31
5. «Lafayette Railroad» (George, Payne) – 3:36

## Posicionamiento
| Gráfica (1973)                                        | Pico de posición |
| ----------------------------------------------------- | ---------------- |
| Estados Unidos (Billboard Bubbling Under the Top LPs) | 205              |

| Gráfica (2023)                             | Pico de posición |
| ------------------------------------------ | ---------------- |
| Escocia (Scottish Albums Chart)            | 25               |
| Estados Unidos (Billboard Top Album Sales) | 64               |
| Reino Unido (UK Albums Sales Chart)        | 40               |
| Reino Unido (UK Physical Albums Chart)     | 34               |

## Certificaciones y ventas
| País                  | Certificación | Ventas  |
| --------------------- | ------------- | ------- |
| Estados Unidos (RIAA) | Oro           | 500,000 |
| Reino Unido (BPI)     | Plata         | 60,000  |